# Tetrastichus isis
Tetrastichus isis is een vliesvleugelig insect uit de familie Eulophidae. De wetenschappelijke naam is voor het eerst geldig gepubliceerd in 1918 door Brèthes.